# Khỉ Colobus đen trắng
Khỉ áo hay khỉ Colobus đen trắng, tên khoa học Colobus, là một chi động vật có vú trong họ Cercopithecidae, bộ Linh trưởng. Chi này được Illiger miêu tả năm 1811. Loài điển hình của chi này là Simia polycomos Schreber, 1800 (= Cebus polykomos Zimmerman, 1780).

## Các loài
Theo phân loại của MSW và NCBI ngày 4 tháng 3 năm 2011 thì chi này gồm các loài sau:
- Colobus angolensis[2]
- Colobus guereza[2]
- Colobus polykomos [2]
- Colobus satanas[2]
- Colobus vellerosus[2]

Theo phân loại của ITIS ngày 4 tháng 3 năm 2011 thì:
- Colobus angolensis P. Sclater, 1860
- Colobus guereza Rüppell, 1835
- Colobus polykomos (Zimmermann, 1780)
- Colobus satanas Waterhouse, 1838

Ngoài ra một số phân loại còn chia thành các phân loài:
- Colobus angolensis
  - Colobus angolensis angolensis
  - Colobus angolensis cordieri
  - Colobus angolensis cottoni
  - Colobus angolensis palliates
  - Colobus angolensis prigoginei
  - Colobus angolensis ruwenzorii
- Colobus guereza
  - Colobus guereza guereza
  - Colobus guereza caudatus
  - Colobus guereza dodingae
  - Colobus guereza kikuyuensis
  - Colobus guereza matschiei
  - Colobus guereza occidentalis
  - Colobus guereza percivali
- Colobus polykomos
- Colobus satanas
  - Colobus satanas satanas
  - Colobus satanas anthracinus
- Colobus vellerosus

## Hình ảnh

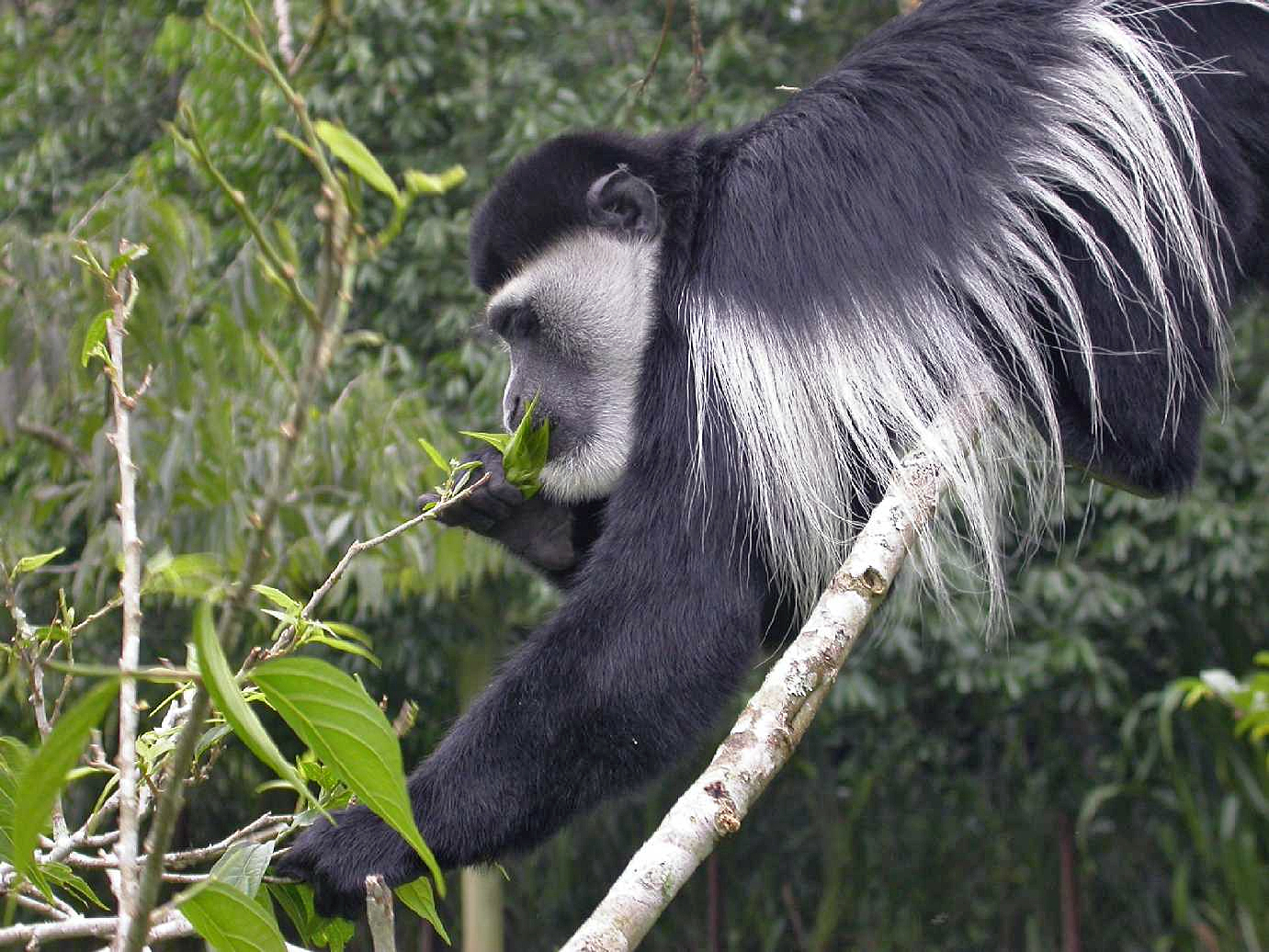
Colobus guereza
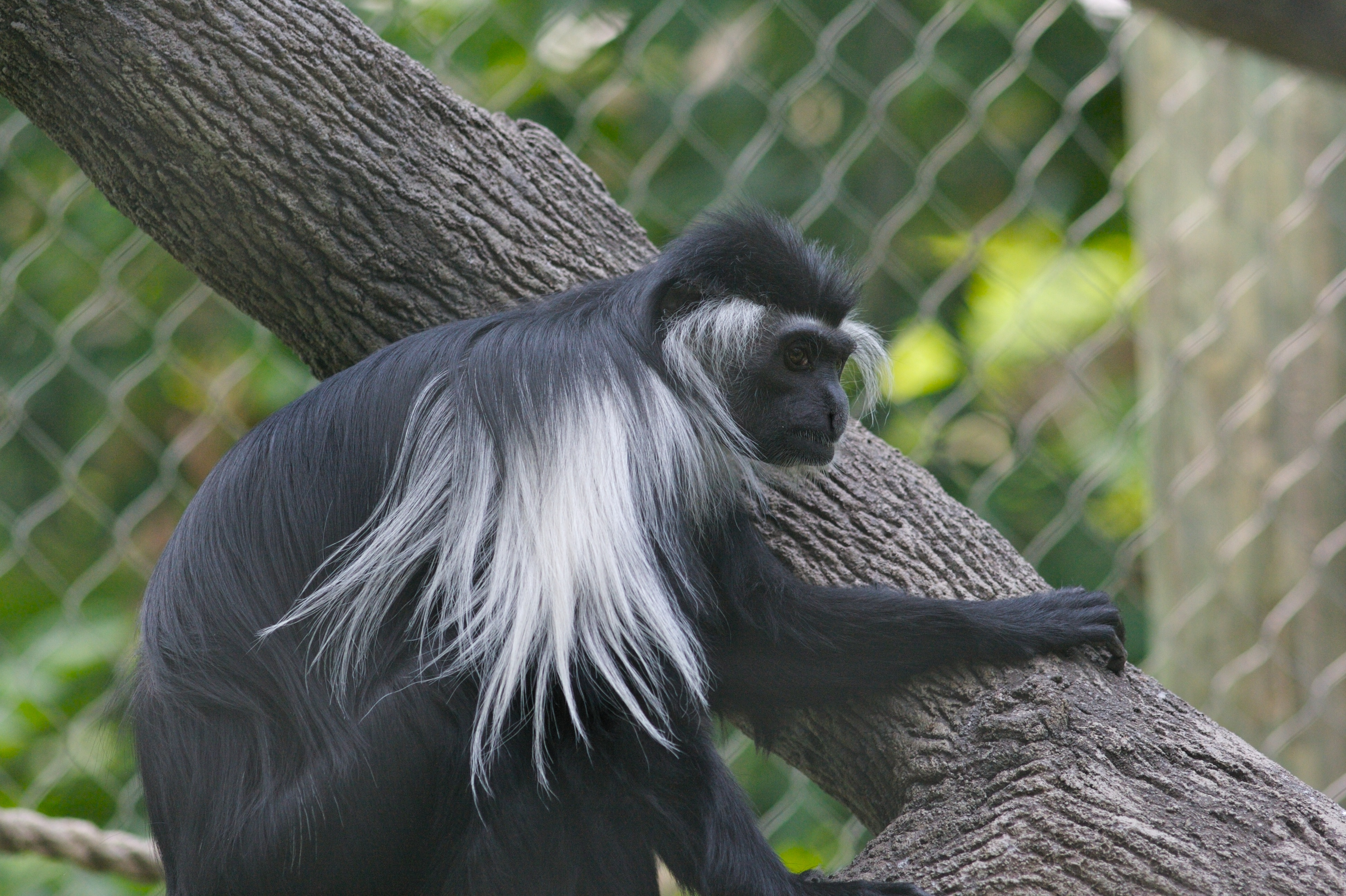
Colobus angolensis
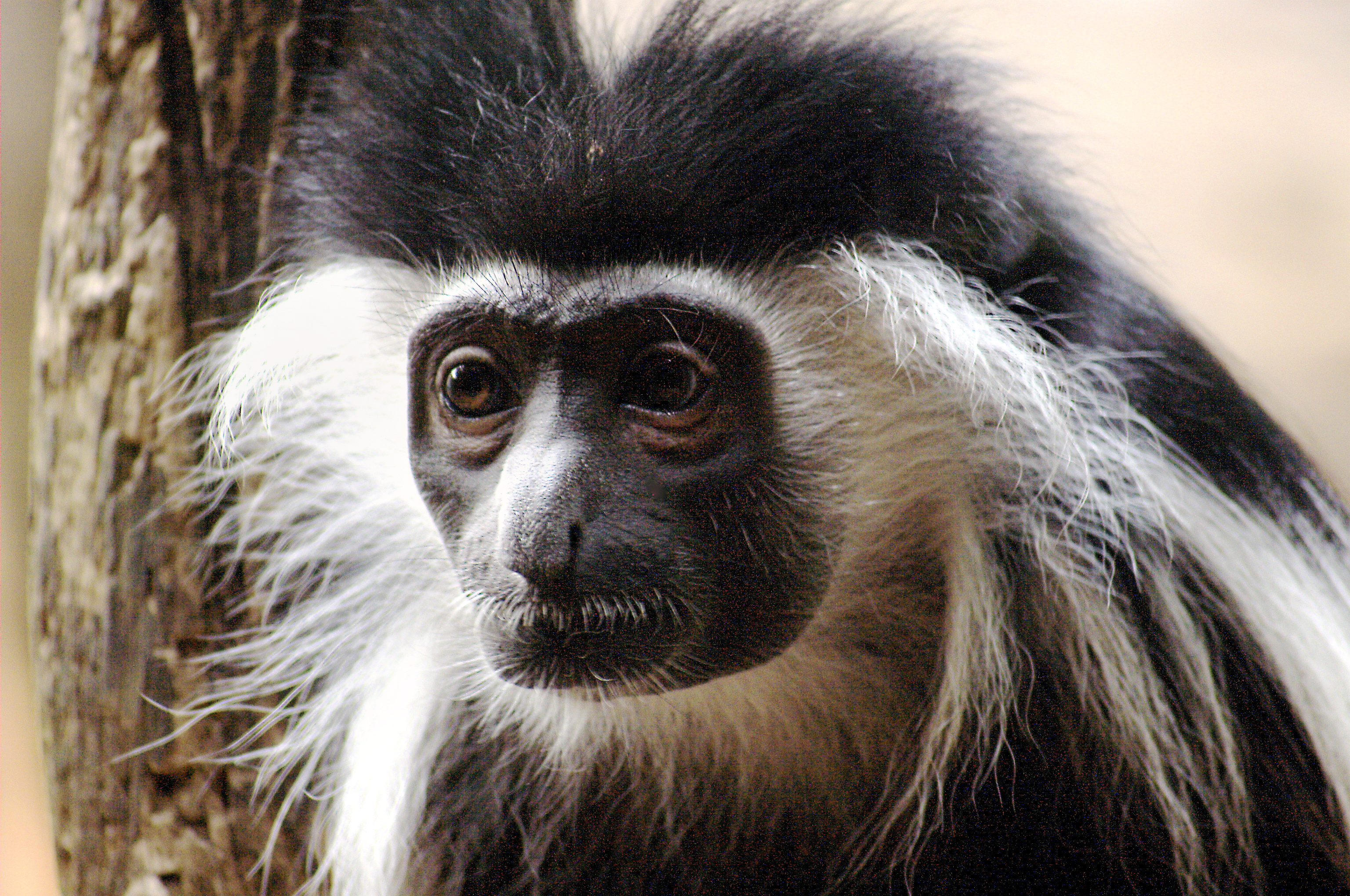
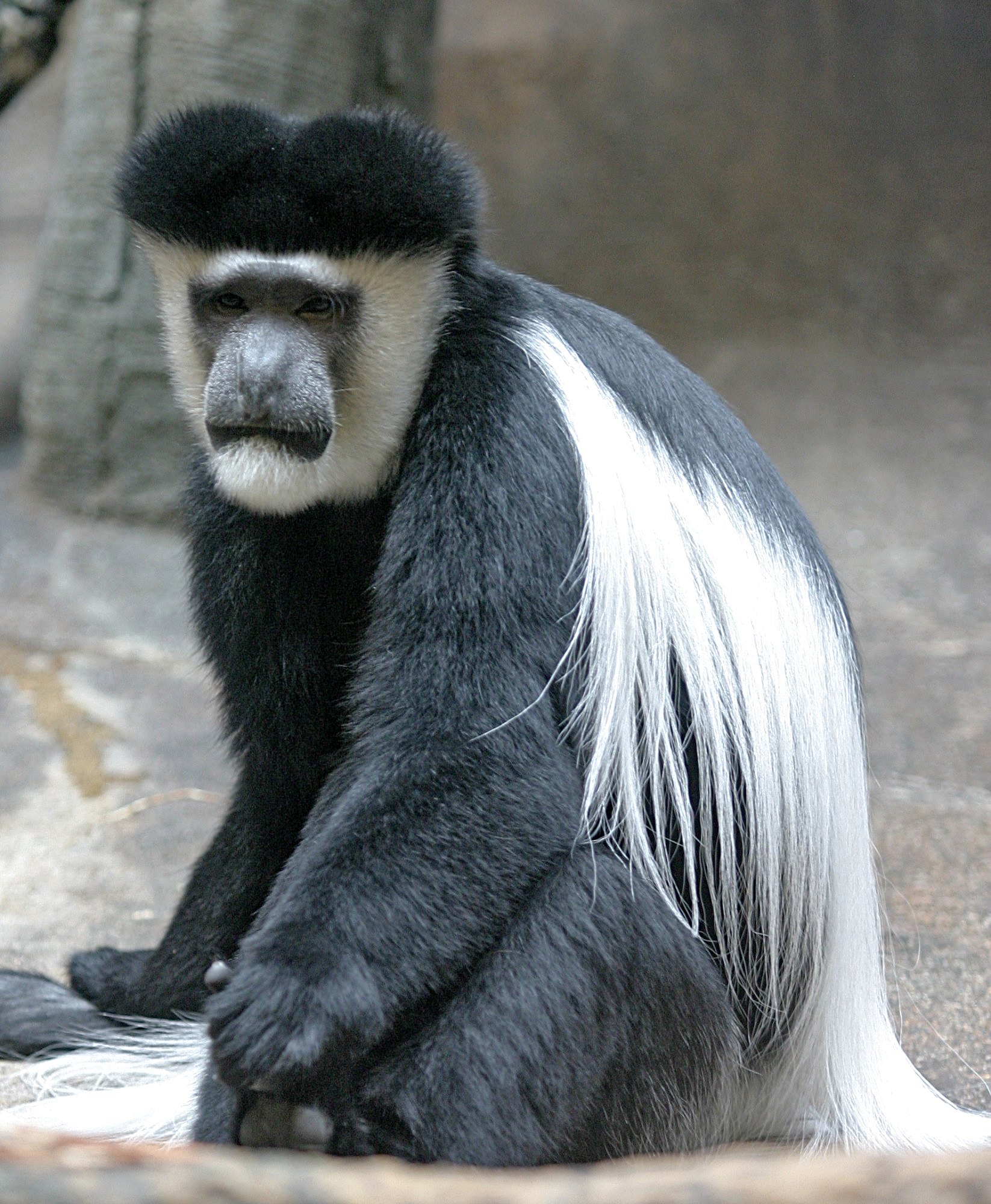
Colobus guereza
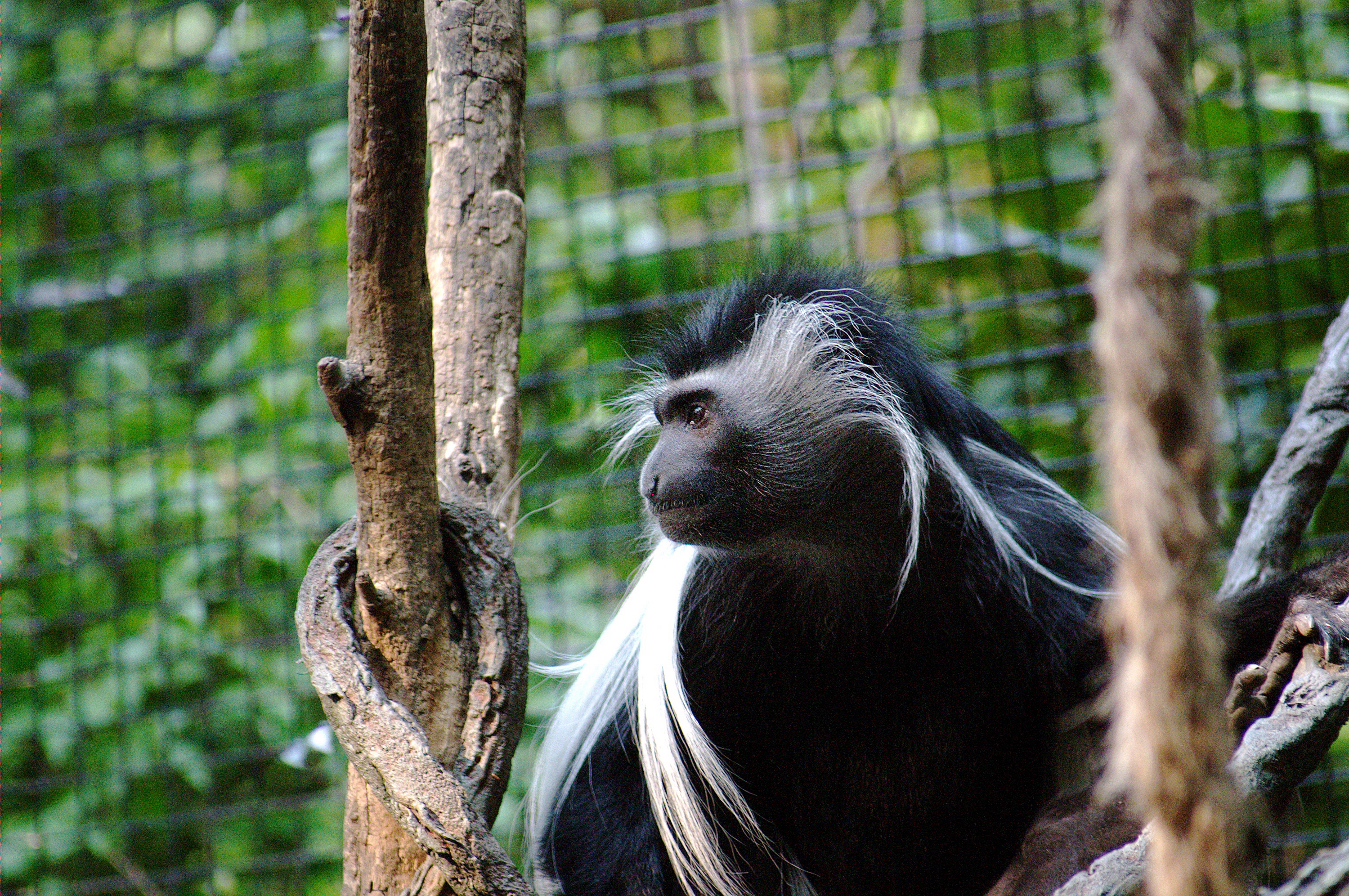
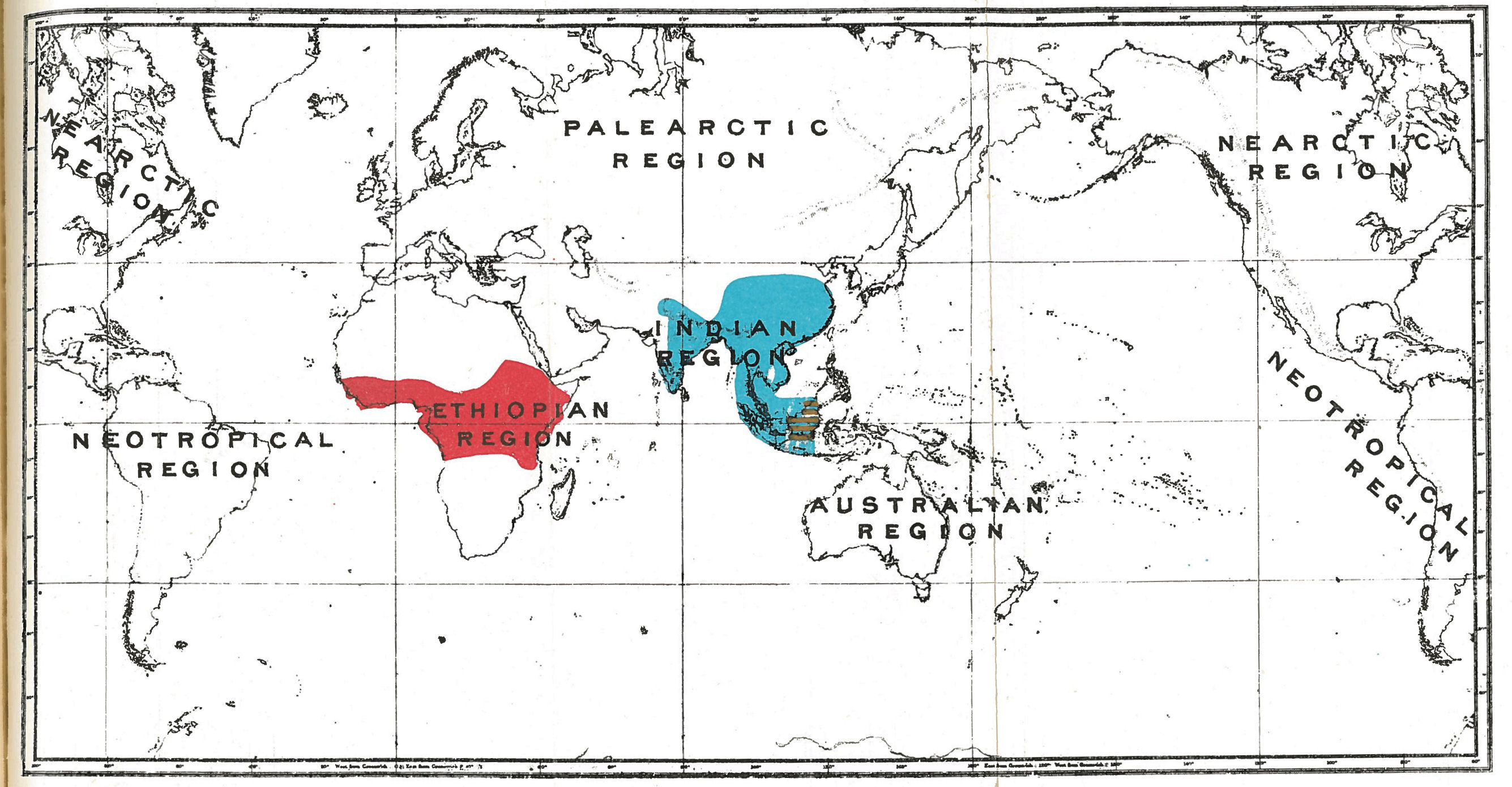